# Unión Nacional Española (antifranquista)
La Unión Nacional Española (UNE) fue una organización antifranquista creada en las cercanías de Montauban (Francia) en 1942, promovida por el Partido Comunista de España (PCE) con el fin de agrupar fuerzas para luchar contra la Dictadura franquista, a la vez que se contribuía a la lucha contra el ocupante nazi en Francia. Fue disuelta en junio de 1945.

## Historia
En el verano de 1942 la dirección del PCE en Francia encabezada por Jesús Monzón creó una organización, similar a la Unión Democrática Española de México, que encuadrase a todas las fuerzas antifranquistas, tanto republicanas como monárquicas. Fue constituida bajo el nombre de Unión Nacional Española (UNE) en una reunión secreta celebrada en una granja situada a pocos kilómetros de Montauban y que recibió el nombre en clave de «congreso de Grenoble». 
En la primavera de 1943 Monzón llega a Madrid para, junto a varios colaboradores, preparar «la reunión de formación de la Junta Suprema de Unión Nacional (JSUN) con socialistas, republicanos y libertarios en septiembre de 1943.» A pesar de la polémica sobre su existencia (para algunos investigadores y dirigentes comunistas, como Santiago Carrillo, que consideraban que fue una invención de Monzón) se ha podido comprobar su existencia teniendo en ella cabida «no sólo comunistas, sino también todos aquellos antifranquistas, aunque estuviesen más cercanos a grupos conservadores, monárquicos o carlistas, pero lo importante era su oposición al régimen dictatorial».
En agosto del año siguiente se celebró una reunión clandestina en San Antonio de la Florida, cercano a Madrid, para implantar la UNE en el interior de España y a la que asistieron, además de representantes del PCE, algunos libertarios y algunos socialistas, entre ellos Sócrates Gómez, pero éstos se negaron a participar. A pesar de ello al mes siguiente la dirección del interior del PCE, controlada por la dirección de Francia, hizo público un manifiesto titulado «Llamamiento de la Junta Suprema de Unión Nacional», dirigido fundamentalmente a la derecha no franquista española en el que se decía:

Franco y Falange no sólo son los enemigos del pueblo español y de las organizaciones que nosotros representamos; también han traicionado y lesionado los intereses de todos aquellos a quienes lograron arrastrar a su zaga mintiéndoles con solemnes promesas de salvación nacional y de engrandecimiento patrio.

El 16 de noviembre de 1943 la junta de la UNE comunicó que había contactado con «dos destacadas personalidades de los católicos españoles» —se trataba de Manuel Giménez Fernández y, a través de él, se rumoreaba que con José María Gil-Robles, en Portugal, que se habían reunido en Sevilla con Jesús Monzón y su segundo Apolinario Poveda, desplazados desde el sur de Francia— para luchar contra el régimen franquista, supuestamente dominado por la Alemania nazi, siendo preciso para ello «arrancar el miedo injustificado de algunas gentes conservadoras que les conduce a la inactividad suicida, y de otra parte, evitar los excesos extemporáneos de algunas gentes revolucionarias susceptibles de producir en los medios conservadores actitudes de las cuales sólo se beneficia Franco en perjuicio de todos». El acuerdo preveía la formación de un gobierno de «unión nacional» (el historiador Fernández Rodríguez afina más concretando en la formación de la JSUN)  que convocaría elecciones a Cortes constituyentes que serían las que decidirían la forma de gobierno, con lo que el PCE volvía a desvincularse del gobierno de Juan Negrín y de la Segunda República Española, como ya había sucedido dos años antes.
En aquel momento Jesús Monzón ya dirigía de facto tanto el PCE en Francia y como en el interior, pero como otros dirigentes del exilio, y a pesar de que viajaba con frecuencia a España, tenía una visión muy optimista de la situación política pues estaba convencido, según Hartmut Heine, de que «España había entrado en una etapa prerrevolucionaria y que el menor impulso desde el exterior provocaría una insurrección popular y la deserción de la gran mayoría de los aliados de Franco a las filas de la UNE». Y como «impulso exterior» Monzón pensó en un ataque frontal sobre la frontera franco-española de los miembros españoles del maquis integrados en la Agrupación Guerrillera Española. Algunos de los cuadros medios del interior intentaron convencerle de que estaba equivocado pero Monzón los expulsó del partido, y ningún miembro de la comisión nacional que dirigía el PCE en el interior discrepó de esta propuesta, que conduciría al desastre de la invasión del valle de Arán de octubre de 1944.
Dada la actitud anticomunista de la práctica totalidad del exilio republicano, que se integraría en la Junta Española de Liberación, además del PCE en la UNE sólo se integraron a título individual personas de otros sectores políticos. La Unión Nacional Española impulsó el movimiento guerrillero y, en 1944, llegó a tener 21 grupos distribuidos de la siguiente manera:
- 10 del PCE
- 6 del PSUC
- 2 de la CNT
- 2 de Izquierda Republicana
- 1 del PSOE

El buró político del PCE, cuyos miembros se encontraban repartidos entre México y la URSS, hizo responsable del fiasco de la invasión del valle de Arán a Jesús Monzón y además cuestionó la estrategia política representada por la Unión Nacional Española, que por otro lado la inminente victoria de los aliados en la guerra había hecho que desapareciera su razón de ser, pues ya no era necesaria una alternativa moderada que presionara para impedir que España participara activamente en la guerra del lado de las potencias del Eje cuando su derrota estaba tan cercana. Así la UNE fue oficialmente disuelta el 25 de junio de 1945 mediante una declaración de su junta suprema en Francia —de la que formaba parte el general Riquelme—. Al mes siguiente también fue disuelta su homóloga catalana promovida por el PSUC, la Aliança Nacional de Catalunya.
La UNE tuvo dos publicaciones: Pueblo Español, periódico de la Unidad de todos los españoles contra Franco y la Falange y Unidad Reconquista de España, portavoz de la 241 brigada 186 División de Guerrilleros al Servicio de Unión Nacional.